# Philonthus laevicollis
Philonthus laevicollis är en skalbaggsart som först beskrevs av Lacordaire 1835.  Philonthus laevicollis ingår i släktet Philonthus, och familjen kortvingar. Arten har ej påträffats i Sverige.